# Stilpnodon simplicidens
Lo stilpnodonte (Stilpnodon simplicidens) è un mammifero estinto, forse appartenente ai geolabididi. Visse nel Paleocene medio (circa 63 - 62 milioni di anni fa) e i suoi resti fossili sono stati ritrovati in Nordamerica.

## Descrizione
Conosciuto solo per frammenti di mandibole e denti, questo animale doveva essere di aspetto e dimensioni simili a quelli di un toporagno. La mandibola era gracile, con un forame mandibolare posto al di sotto del quarto premolare inferiore. Il terzo premolare inferiore era un dente semplice, dotato di un piccolo talonide posteriore; anche il secondo premolare era di forma e dimensioni comparabili. Il quarto premolare inferiore era invece molto più grande e simile a un molare, con una cuspide principale molto alta e robusta, preceduta da una cuspide cingolare rudimentale; il talonide era semplice e dotato di una sola cuspide. Il terzo molare inferiore, di taglia ridotta per un molare, era dotato di un trigonide moderatamente elevato con un paraconide distinto ma basso, e di un protoconide più grande. Il talonide era più corto e stretto del trigonide, e possedeva un ipoconulide mediano tra ipoconide ed entoconide.

## Classificazione
Stilpnodon simplicidens venne descritto per la prima volta nel 1935 da George Gaylord Simpson, sulla base di resti fossili provenienti dalla Cava Gidley, nella contea di Sweetgrass in Montana. Stilpnodon è stato variamente attribuito ai nittiteriidi o ai geolabididi, e ancor oggi non è chiara la sua posizione sistematica. In ogni caso Stilpnodon sembrerebbe essere stato uno dei tanti mammiferi arcaici insettivori che, nel corso del Paleocene, si diffusero negli ambienti caldi e umidi andando a colonizzare numerose nicchie ecologiche.